# Вестон (Айова)
Вестон (англ. Weston) — переписна місцевість (CDP) в США, в окрузі Поттаваттамі штату Айова. Населення — 78 осіб (2020).

## Географія
Вестон розташований за координатами 41°20′32″ пн. ш. 95°44′42″ зх. д. / 41.34222° пн. ш. 95.74500° зх. д. (41.342098, -95.744928).  За даними Бюро перепису населення США в 2010 році переписна місцевість мала площу 1,06 км², уся площа — суходіл.

## Демографія
Згідно з переписом 2010 року, у переписній місцевості мешкали 92 особи в 34 домогосподарствах у складі 24 родин. Густота населення становила 87 осіб/км².  Було 35 помешкань (33/км²).
Расовий склад населення:
| - 100,0 % — білих |

До двох чи більше рас належало 0,0 %. Частка іспаномовних становила 5,4 % від усіх жителів.
За віковим діапазоном населення розподілялося таким чином: 29,3 % — особи молодші 18 років, 59,8 % — особи у віці 18—64 років, 10,9 % — особи у віці 65 років та старші. Медіана віку мешканця становила 38,0 року. На 100 осіб жіночої статі у переписній місцевості припадало 130,0 чоловіків;  на 100 жінок у віці від 18 років та старших — 103,1 чоловіків також старших 18 років.
За межею бідності перебувало 11,5 % осіб, у тому числі 0,0 % дітей у віці до 18 років та 31,4 % осіб у віці 65 років та старших.
Цивільне працевлаштоване населення становило 35 осіб. Основні галузі зайнятості: освіта, охорона здоров'я та соціальна допомога — 51,4 %, роздрібна торгівля — 28,6 %.